# Bandru
Pendro lub Bandru (kurd. Pêndro, پێندرۆ, ar. بندرو) – wioska kurdyjska w irackim Kurdystanie, w muhafazie Irbil, blisko granicy z Turcją. Znajduje się około 15–18 km na północ od Barzan i liczy ponad 2540 mieszkańców.